# Fritz Hommel

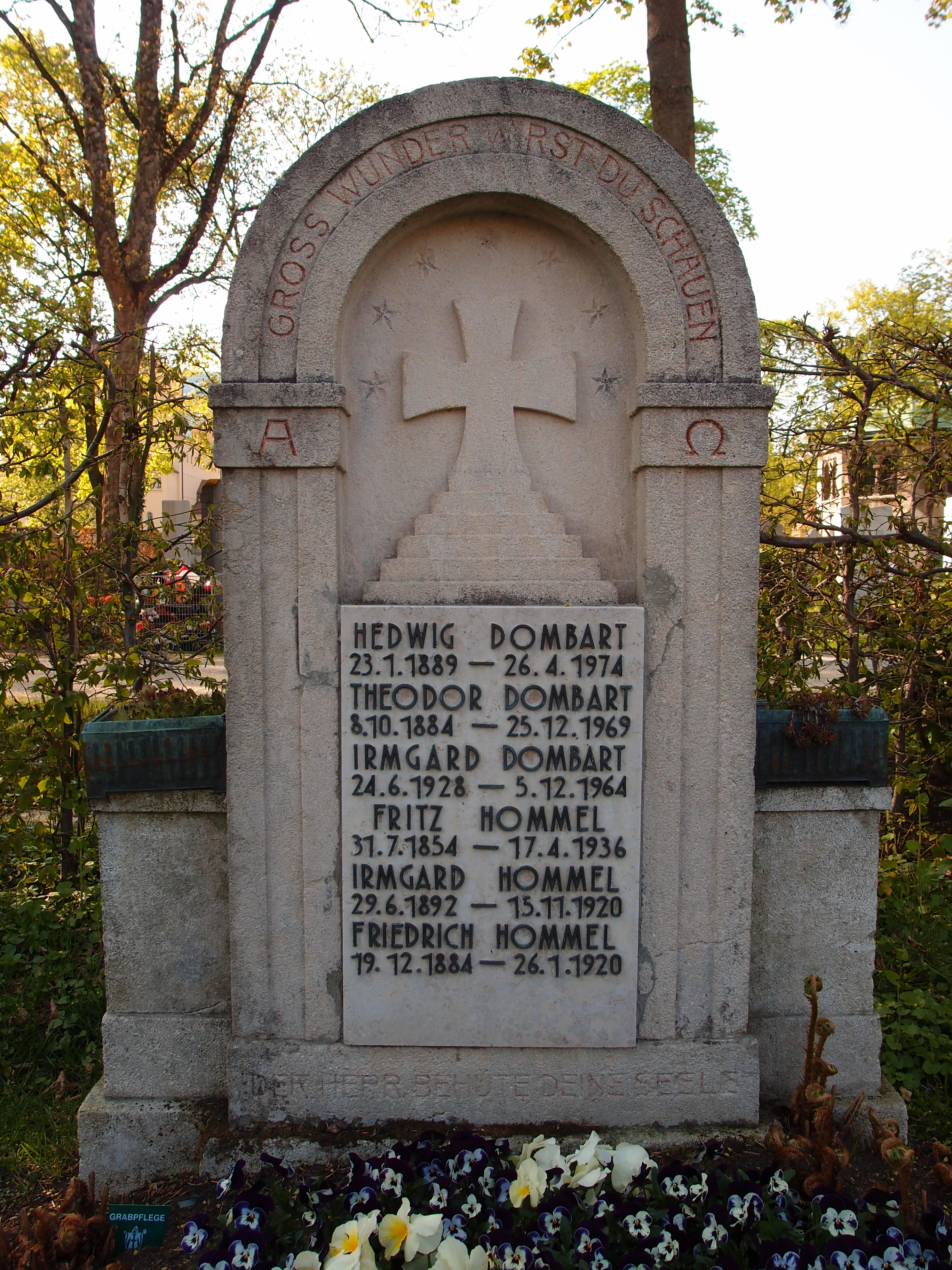
Fritz Hommels gravvård

Fritz Hommel, född den 31 juli 1854 i Ansbach, död den 17 april 1936 i München, var en tysk orientalist. 
Hommel blev 1885 extra ordinarie och 1892 ordinarie professor i orientaliska språk vid Münchens universitet.